# Voyager (groupe)
Pour les articles homonymes, voir Voyager.
Voyager est un groupe de metal progressif originaire de Perth en Australie-Occidentale formé en 1999.
Le groupe représente l'Australie au Concours Eurovision de la chanson 2023, à Liverpool au Royaume-Uni, avec la chanson Promise.

## Historique
Voyager est formé en 1999 autour du chanteur et claviériste originaire d'Allemagne Danny Estrin. Le premier album, auto-produit et intitulé Element V, sort en 2003. Les albums uniVers et I Am the Revolution sortent en 2007 et 2009 sous le label Dockyard 1.
En 2011, Voyager signe avec le label américain Sensory Records (de) et sort l'album The Meaning of I. En 2014 sort l'album V, suivi en 2017 par Ghost Mile, auto-produit.
Le septième album, intitulé Colours in the Sun, sort en 2019 sous le label Season of Mist. La chanson Runaway qui en est issue est présélectionnée pour représenter l'Australie à l'Eurovision 2020.
Le groupe participe ensuite à l'édition 2022 d'Australia Decides, la sélection nationale australienne pour l'Eurovision, avec la chanson Dreamer, se classant deuxième derrière Sheldon Riley. L'année suivante, il est annoncé que Voyager est sélectionné pour représenter l'Australie au Concours Eurovision de la chanson 2023, à Liverpool au Royaume-Uni, avec la chanson Promise,. Celle-ci est extraite de l'album Fearless in Love dont la sortie est prévue en juillet 2023 et qui contient également la chanson Dreamer. Le groupe parvient à se qualifier en finale et termine 9e sur 26 avec 151 points.
Le 21 septembre 2023, le groupe a annoncé l'annulation de sa tournée européenne, qui devait débuter en octobre, en raison du diagnostic de cancer du chanteur Daniel Estrin.

## Membres

### Membres actuels
- Daniel Estrin : chant, clavier
- Simone Dow : guitare
- Scott Kay : guitare
- Ashley Doodkorte : batterie
- Alex Canion : basse